# NGC 2183
NGC 2183 ist ein Reflexionsnebel im Sternbild Einhorn. Das Objekt wurde von dem Astronomen Bindon Blood Stoney im Jahr 1850 entdeckt.